# Fagnano Castello
Fagnano Castello é uma comuna italiana da região da Calábria, província de Cosenza, com cerca de 4.194 habitantes. Estende-se por uma área de 29 km², tendo uma densidade populacional de 145 hab/km². Faz fronteira com Acquappesa, Cetraro, Malvito, Mongrassano, San Marco Argentano, Santa Caterina Albanese.

## Demografia
| Variação demográfica do município entre 1861 e 2011                               |
|                                                                                   |
| Fonte: Istituto Nazionale di Statistica (ISTAT) - Elaboração gráfica da Wikipedia |